# Dalbergia sericea
Dalbergia sericea är en ärtväxtart som beskrevs av George Don jr. Dalbergia sericea ingår i släktet Dalbergia, och familjen ärtväxter. Inga underarter finns listade i Catalogue of Life.